# Кузнецов, Фёдор Андреевич
Фёдор Андреевич Кузнецов (1932—2014) — химик-неорганик, доктор химических наук (1972), академик РАН (1987). Автор более 400 научных трудов, создатель научной школы.

## Биография
Родился 12 июля 1932 года в Иркутске. В 1950—1955 годах учился на химическом факультете Ленинградского государственного университета по специальности «химик-исследователь». В 1955—1958 годах работал инженером в воинской части 51105. В 1958—1961 годах учился в аспирантуре в ИНХ СО АН СССР по специальности «Термодинамика неорганических соединений», был прикомандирован к кафедре физической химии МГУ. С 1961 по 1963 год работал младшим научным сотрудником лаборатории химии урана и тория Института неорганической химии СО АН СССР. С 1961 года преподавал на кафедре физической химии НГУ. В ноябре 1961 года защитил кандидатскую диссертацию на тему «Термодинамические исследования окислов церия».
В 1963—1971 годах работал заведующим лабораторией полупроводниковых плёнок и защитных покрытий Института неорганической химии.
С февраля 1965 года — доцент на кафедре физической химии, с сентября 1967 года — старший научный сотрудник ИНХ СО АН СССР по специальности «Физическая химия». В 1971—1983 годах — заместитель директора Института неорганической химии по науке, заведующий отделом химии материалов для микроэлектроники. В октябре 1972 года ему присуждена учёная степень доктора химических наук, в августе 1976 года присвоено учёное звание профессора по специальности «Физическая химия».
В 1983—2005 годах — директор Института неорганической химии СО АН СССР. В декабре 1984 года избран членом-корреспондентом Академии наук СССР, в декабре 1987 года — действительным членом Академии наук СССР по отделению информатики, вычислительной техники и автоматизации. В июне 2005 года освобождён от обязанностей директора Института неорганической химии им. А. В. Николаева и председателя Учёного совета института и назначен советником РАН.

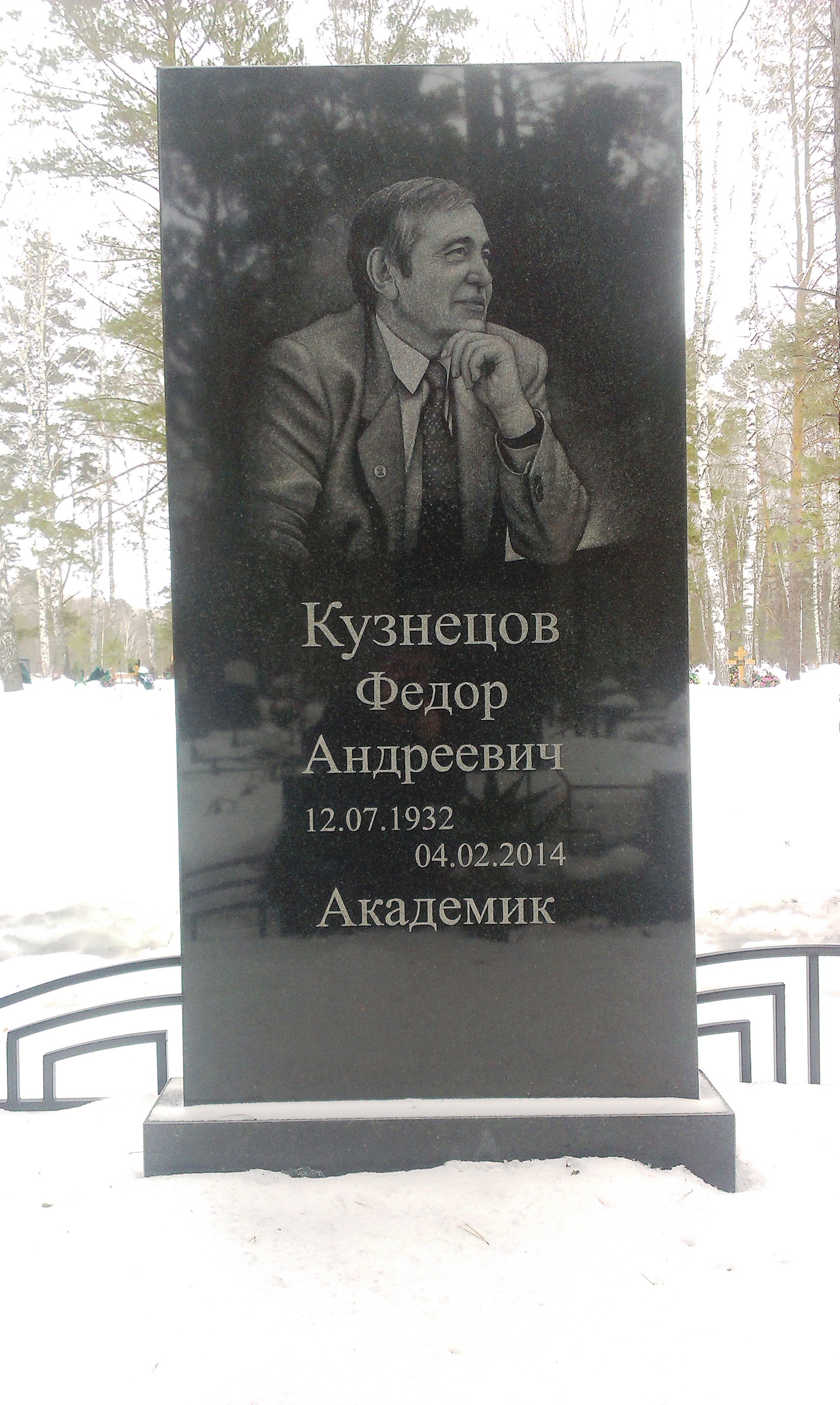
Могила Ф. Кузнецова на Южном кладбище

Скончался 4 февраля 2014 года в Новосибирске. Похоронен на Южном кладбище Новосибирска.

## Награды
- Медали «За трудовую доблесть» и «Ветеран труда» (1975)
- Государственная премия СССР за цикл исследований по химической термодинамике полупроводников (1981)
- Орден «Знак Почёта» (1986)
- Орден Дружбы (2007)[1]
- Благодарность от Российской академии наук за «многолетнюю и плодотворную работу в Академии на благо науки» (1999)
- Почётная грамота Сибирского отделения РАН «За выдающийся вклад в разработку научных основ создания и характеризации материалов, структур для микро- и оптоэлектроники, установление прочных научных связей со странами азиатского региона, плодотворную научную, научно-организационную и педагогическую деятельность и в связи с 70-летием со дня рождения» (2002)